# Xian de Yang
Pour les articles homonymes, voir Yang et Yáng (洋).
Le xian de Yang (洋县 ; pinyin : Yáng Xiàn) est un district administratif de la province du Shaanxi en Chine. Il est placé sous la juridiction de la ville-préfecture de Hanzhong.

## Démographie
La population du district était de 436 320 habitants en 1999.